# Bernarda Romero
Bernarda Romero   (València, segle XVI - València, 1621) va ser una poeta valenciana.
Va ser monja bernarda al monestir de Gratia Dei i va concursar en diversos certàmens literaris en castellà a València entre 1592 i 1621, amb composicions que posteriorment es publicaren en reculls poètics. El poeta Gaspar Aguilar va elogiar la seva obra.